# Vallée de l'Arve
La vallée de l'Arve est une vallée alpine située en France dans le département de la Haute-Savoie, où s'écoule l'Arve. Elle correspond à une petite région naturelle, l'une des six régions historiques de la Savoie, appelée Faucigny. 

## Géographie

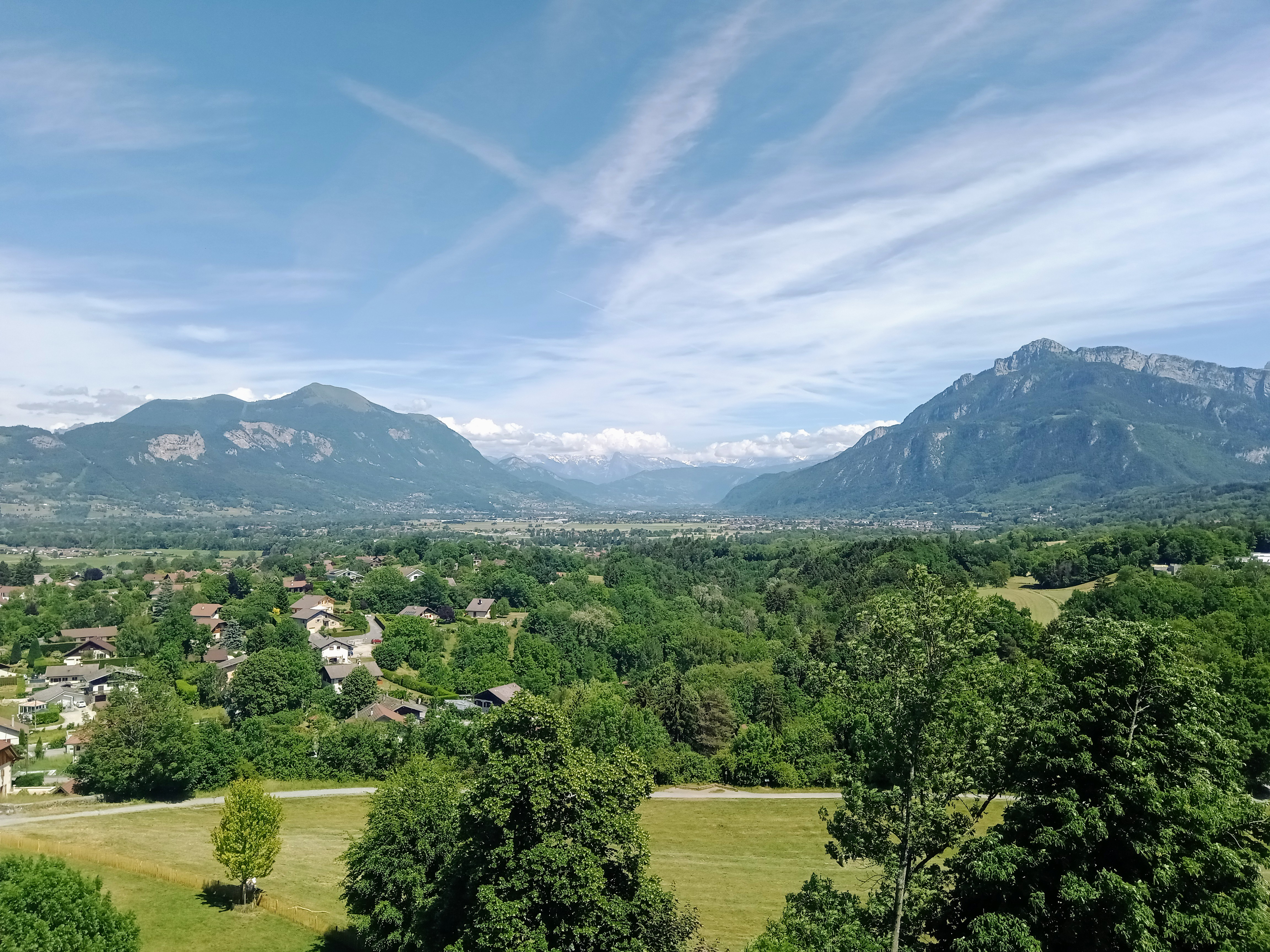
La vallée de l'Arve dans sa partie aval vue depuis le château de La Roche-sur-Foron en direction de l'amont, encadrée à gauche par le Môle et à droite par la pointe d'Andey.

La vallée de l'Arve correspond à la partie amont du lit de l'Arve, torrent qui prend sa source dans le massif du Mont-Blanc sur le versant savoyard du col de Balme, jusqu'à la limite de la basse vallée se terminant vers Arenthon,. En aval la rivière entre dans la plaine d'Annemasse, puis entre dans le canton de Genève pour se jeter dans le Rhône.
Cette vallée trouve son origine durant l'ère glaciaire de Würm lorsque les glaciers des Alpes, notamment celui de l'Arve, s'étendaient au-delà de Genève. L'érosion fluvioglaciaire a façonné la vallée en auge et créé la cluse de l'Arve située approximativement en son centre.
La haute-vallée de l'Arve désigne selon les auteurs différents espaces. La définition la plus large la fait débuter en amont de Sallanches. Elle correspondrait au coteau de Passy et aux vallées (ou vaux) de Megève, de Montjoie et de Chamonix. Ce sous-ensemble porte le nom de pays du Mont-Blanc. La vallée de Megève, correspondant au val d'Arly, comprend les territoires du haut de Combloux, de Demi-Quartier, de Megève et de Praz-sur-Arly. Certains auteurs considèrent que la haute-vallée de l'Arve ne correspondrait qu'à la vallée de Chamonix, un espace composé exclusivement de haute montagne. Cette vallée s'étire, de l'aval à l'amont, sur les communes de Servoz, des Houches, de Chamonix-Mont-Blanc et de Vallorcine.

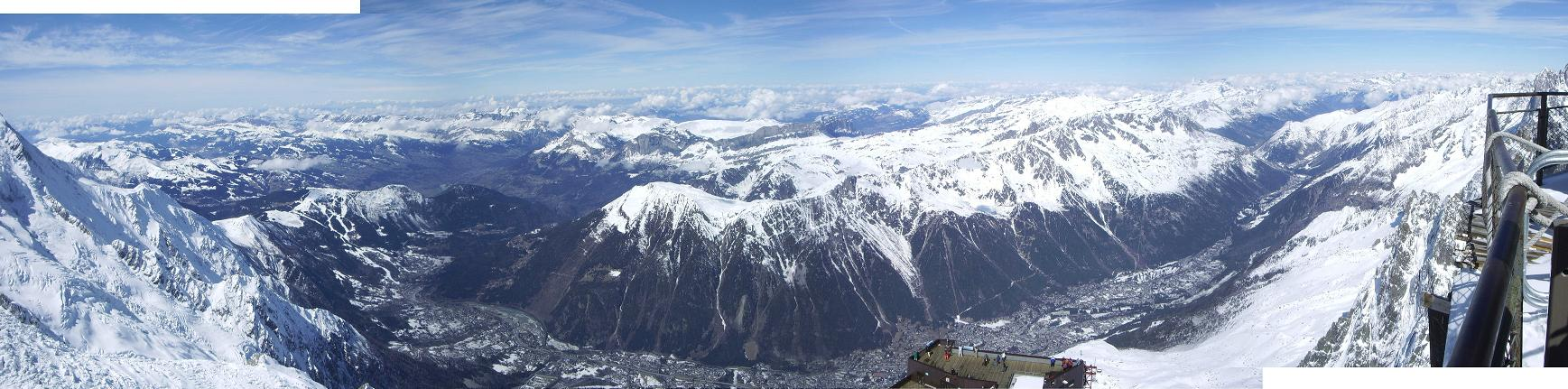
Vue panoramique depuis l'aiguille du Midi de la vallée de Chamonix parfois considérée comme faisant partie de la vallée de l'Arve.

## Histoire
Historiquement, elle correspond en partie au Faucigny, qui fut cédé aux comtes de Savoie en 1355.

## Urbanisation
Le fond de la vallée de l'Arve est fortement urbanisé (villes, gros bourgs) :
- Chamonix et sa vallée
- Sallanches, Passy et Saint-Gervais-les-Bains
- Cluses
- Scionzier, Marnaz, Marignier et Thyez
- Bonneville, et en retrait La Roche-sur-Foron

## Activités

### Protection environnementale
Le cours de l'Arve et les sections inondables sont classés comme zone naturelle d'intérêt écologique, faunistique et floristique  de type II et compte plusieurs sites naturels remarquables comme les granges de Passy.
La configuration du relief de la vallée la rend particulièrement vulnérable au phénomène d'inversion de température qui diminue la circulation de l'air en aggravant considérablement la pollution des basses couches de l'atmosphère. Ceci est particulièrement vrai pour les alentours de la ville de Passy (à 20 kilomètres environ en aval de Chamonix-Mont-Blanc) où la qualité de l’air est parmi les pires de France ; en situation anticyclonique et d'« inversion atmosphérique », la nappe d'air polluée peut longuement stagner dans la vallée et poser des problèmes de santé environnementale. La vallée, en raison de son encaissement et du type d'activités humaines qu'elle accueille (urbanisation, industrie et autoroute A40), est soumise à une pollution de l'air chronique, composée notamment par les particules fines, le dioxyde d’azote et le benzopyrène ayant comme origine la pollution routière mais surtout le chauffage au bois et la combustion de biomasse. Ainsi en 2013, le seuil des 35 jours par an de pollution autorisée a été dépassé avec 58 jours. Selon une étude de Santé publique, la concentration en particule fine serait responsable de 8 % des décès (85 morts) dans la vallée.
En février 2017, après 35 jours d'épisode de pollution intense, Laurent Wauquiez et la ministre de l'environnement Ségolène Royal ont annoncé un plan de 45 millions d'euros (sur trois ans) destiné à « inverser la courbe de la pollution d'ici à 2018 dans la vallée de l'Arve », avec l'annonce de « nouvelles mesures radicales ». 37 millions doivent aider à accroître le transfert du trafic de camions vers le train et inciter les travailleurs de la vallée à utiliser le TER plutôt que l'auto. La voie ferrée Saint-Gervais/Vallorcine devrait être améliorée et une nouvelle ligne devrait être créée entre La Roche-sur-Foron et Saint-Gervais ; un nouveau quai de chargement des poids lourds devrait être construit avec l'aide de la région. Cette dernière a annoncé 8,2 millions d'euros de soutien à l'innovation dans le domaine du biogaz et des projets hydroélectriques, ainsi que 3,5 millions d'euros pour le « Fonds Air industrie », et 1,6 million d'euros pour le renouvellement des utilitaires les plus polluants de la vallée ainsi qu'un million pour le « Fonds air bois » que l'État va doubler à 5 millions. La ministre annonce aussi un renforcement du Plan de protection de l'atmosphère (PPA) de la vallée (en révision) avec des restrictions de circulation supplémentaires pour les poids-lourds, une circulation différenciée ou obligation de remplacement des appareils de chauffage les plus polluants via un arrêté faisant suite à une instruction de la ministre rendue publique le 13 janvier dernier. Des mesures comme le remplacement de 8 000 cheminées en deux ans sont cependant jugées irréalistes par certains élus locaux ou régionaux.

### Économie
La vallée de l'Arve regorge d'industries spécialisées dans le domaine du décolletage ou de la mécanique de précision. Le nombre d'entreprises est estimé à environ 1 000 TPE et PME réalisant 65 % du décolletage en France[réf. nécessaire].
De plus, cette vallée est l'un des carrefours alpins les plus importants[réf. nécessaire] grâce au tunnel du Mont-Blanc et l'A40, reliant l'Europe du Nord (via l'axe rhodanien) à l'Italie.

#### Pôle de compétitivité
La vallée  a été retenue pour devenir l'un des 67 pôles de compétitivité définis par le CIADT en 2005 : « Arve-Industries Haute-Savoie-Mont-Blanc ».
Ce pôle consacré à la mécatronique (Somfy, Alpes Deis, SNR, Alcatel Vacuum Technology, Adixen, Staubli, etc.) regroupe ainsi 60 000 emplois industriels, 1 200 chercheurs et 250 brevets/an. Les entreprises concernées sont les industriels de la mécanique, de la mécanique de précision et du décolletage et mécanique (Baud Industries, Debiol, Duroule, Bourgeaux, Legendre, Soderec, Travaglini, Carme, Anthoine Bernard & Fils, etc.)
Les marchés servis par les entreprises membres du pôle sont ceux du transport (automobile, poids lourds, ferroviaire et aéronautique), de la production ou distribution d'électricité, de la fluidique (gaz ou liquide, de la très haute pression au vide), du médical et de la santé sans oublier un large secteur d'activités industrielles diverses sans oublier les composants électroniques passifs ou actifs (Bosch-Rexroth, ZF, Rossignol Technology, etc.)

#### Réseau routier et pollutions induites
La vallée est traversée par un réseau routier fortement fréquenté (jusqu'à plus de 10 000 véhicules par jour sur plusieurs axes routiers).
Ce réseau routier est source de fragmentation écopaysagère et de mortalité animale due aux véhicules, mais aussi d'une forte pollution routière, aggravée par la proximité du tunnel du Mont-Blanc et ses 1,2 million de véhicules légers par an, auxquels il faut ajouter près de 600 000 poids lourds chaque année.
La vallée subit régulièrement des épisodes de pollution supérieure aux normes européennes. Des associations ont interpellé l'État pour pallier ce problème, estimant qu'il n'est pas assez actif. Dans une lettre détaillant des mesures prises en réponse à cette situation, dont la limitation de la vitesse routière à 70 km/h ou l'interdiction des chauffages individuels au bois, le préfet de Haute-Savoie juge en février 2022 que « les niveaux de concentrations relevés par Atmo montrent une baisse de la pollution ».